# Heteroconus muticus
Heteroconus muticus är en skalbaggsart som beskrevs av Hermann Burmeister 1847. Heteroconus muticus ingår i släktet Heteroconus och familjen Dynastidae. Inga underarter finns listade i Catalogue of Life.